# Diócesis de Cruzeiro do Sul
La diócesis de Cruzeiro do Sul (en latín: Caiazeirasensis y en portugués: Diocese de Cruzeiro do Sul) es una circunscripción eclesiástica de la Iglesia católica en Brasil. Se trata de una diócesis latina, sufragánea de la arquidiócesis de Porto Velho. Desde el 19 de septiembre de 2018 su obispo es Flavio Giovenale, de la Pía Sociedad de San Francisco de Sales.

## Territorio y organización
La diócesis tiene 127 614 km² y extiende su jurisdicción sobre los fieles católicos de rito latino residentes en 8 municipios del estado de Acre (Cruzeiro do Sul, Feijó, Jordão, Mâncio Lima, Marechal Thaumaturgo, Porto Walter, Rodrigues Alves y Tarauacá) y 3 municipios del estado de Amazonas (Eirunepé, Envira y Guajará). 
La sede de la diócesis se encuentra en la ciudad de Cruzeiro do Sul, en donde se halla la Catedral de Nuestra Señora de la Gloria.
En 2021 en la diócesis existían 12 parroquias. 

## Historia
La prelatura territorial de Juruá fue erigida el 22 de mayo de 1931 con la bula Munus regendi del papa Pío XI, obteniendo el territorio de la diócesis de Amazonas (hoy arquidiócesis de Manaos).
Originalmente sufragánea de la arquidiócesis de Belém do Pará, el 16 de febrero de 1952 pasó a formar parte de la provincia eclesiástica de la arquidiócesis de Manaos.
El 25 de junio de 1987, en virtud de la bula Cum praelatura del papa Juan Pablo II, la prelatura territorial de Juruá fue elevada a diócesis con el nombre actual.
El 31 de agosto de 2001, en virtud del decreto Ad communem pastoralem de la Congregación para los Obispos, pasó a formar parte de la provincia eclesiástica de la arquidiócesis de Porto Velho.

## Estadísticas
Según el Anuario Pontificio 2022 la diócesis tenía a fines de 2021 un total de 201 000 fieles bautizados.
| Año                                                                             | Población            | Población | Población      | Sacerdotes | Sacerdotes    | Sacerdotes    | Bautizados por sacerdote | Diáconos permanentes | Religiosos | Religiosos | Parroquias |
| Año                                                                             | Bautizados católicos | Total     | % de católicos | Total      | Clero secular | Clero regular | Bautizados por sacerdote | Diáconos permanentes | Varones    | Mujeres    | Parroquias |
| ------------------------------------------------------------------------------- | -------------------- | --------- | -------------- | ---------- | ------------- | ------------- | ------------------------ | -------------------- | ---------- | ---------- | ---------- |
| 1950                                                                            | 75 000               | 78 000    | 96.2           | 11         |               | 11            | 6818                     |                      | 14         | 2          | 6          |
| 1964                                                                            | 99 370               | ?         | ?              | 19         | 3             | 16            | 5230                     |                      | 16         | 20         | 6          |
| 1970                                                                            | 113 000              | 115 000   | 98.3           | 19         | 2             | 17            | 5947                     |                      | 21         | 21         | 10         |
| 1976                                                                            | 118 250              | 120 000   | 98.5           | 22         | 3             | 19            | 5375                     |                      | 26         | 41         | 11         |
| 1980                                                                            | 137 000              | 140 000   | 97.9           | 21         | 2             | 19            | 6523                     |                      | 27         | 62         | 12         |
| 1990                                                                            | 135 000              | 146 000   | 92.5           | 23         | 7             | 16            | 5869                     |                      | 26         | 95         | 12         |
| 1999                                                                            | 155 000              | 169 000   | 91.7           | 25         | 10            | 15            | 6200                     |                      | 35         | 85         | 12         |
| 2000                                                                            | 160 000              | 180 000   | 88.9           | 25         | 10            | 15            | 6400                     |                      | 35         | 85         | 12         |
| 2001                                                                            | 161 600              | 182 000   | 88.8           | 22         | 10            | 12            | 7345                     |                      | 18         | 85         | 12         |
| 2003                                                                            | 170 060              | 226 748   | 75.0           | 22         | 10            | 12            | 7730                     |                      | 23         | 74         | 12         |
| 2004                                                                            | 170 625              | 227 500   | 75.0           | 23         | 10            | 13            | 7418                     |                      | 28         | 67         | 12         |
| 2006                                                                            | 180 959              | 241 279   | 75.0           | 23         | 11            | 12            | 7867                     |                      | 23         | 91         | 12         |
| 2013                                                                            | 205 000              | 265 000   | 77.4           | 24         | 15            | 9             | 8541                     |                      | 15         | 89         | 12         |
| 2016                                                                            | 209 940              | 331 420   | 63.3           | 25         | 16            | 9             | 8397                     |                      | 14         | 115        | 12         |
| 2019                                                                            | 203 780              | 339 632   | 60.0           | 27         | 21            | 6             | 7547                     |                      | 12         | 45         | 12         |
| 2021                                                                            | 201 000              | 342 500   | 58.7           | 26         | 20            | 6             | 7730                     |                      | 11         | 45         | 12         |
| Fuente: Catholic-Hierarchy, que a su vez toma los datos del Anuario Pontificio. |                      |           |                |            |               |               |                          |                      |            |            |            |

## Episcopologio
- Sede vacante (1931-1935)

- Heinrich Ritter, C.S.Sp. † (6 de septiembre de 1935-19 de julio de 1942 falleció)
- Henrique Klein, C.S.Sp. † (1942-1947 falleció)
- José Hascher, C.S.Sp. † (22 de marzo de 1947-25 de febrero de 1967 retirado)
- Heinrich Rüth, C.S.Sp. † (7 de febrero de 1967 por sucesión-7 de diciembre de 1988 retirado)
- Luís Herbst, C.S.Sp. (7 de diciembre de 1988 por sucesión-3 de enero de 2001 retirado)
- Mosé João Pontelo, C.S.Sp. (3 de enero de 2001 por sucesión-19 de septiembre de 2018 retirado)
- Flavio Giovenale, S.D.B., desde el 19 de septiembre de 2018